# The Best Things in Life Are Free
The Best Things in Life Are Free ist ein Lied, das Ray Henderson (Musik), B. G. DeSylva und Lew Brown (Text) verfassten und 1927 veröffentlichten.

## Hintergrund
Vorgestellt wurde der Song erstmals in der Musikkomödie Good News, die im College-Milieu spielte und ihre Uraufführung am 6. September 1927 im New Yorker 46th Street Theatre hatte; vorgestellt wurde der Song von Mary Lawlor und John Price Jones. „Good News war der Inbegriff der 1920er-Jahre, mit seinen Blechbläser-Klängen, der jazzigen Musik und dem Klima der Ausgelassenheit“. Von den fünf Hit-Songs, die Henderson, DeSylva und Brown für das Stück schrieben, war The Best Things in Life Are Free (geschrieben in C-Dur, in der Form ABCA') das erfolgreichste.

## Erste Aufnahmen
Zu den Musikern, die den Song ab 1927 aufnahmen, gehörten das George Olsen Orchestra (Victor), das auch bei der Theateraufführung spielte, ferner Whispering Jack Smith (Victor), Emil Seidel (Gennett), in England The Rhythmic Eight (Zonophone) und Jack Hylton.

## Rezeption

### Spätere Coverversionen
In späteren Jahren wurde der Song häufig gecovert, u. a. von Jimmy Lunceford, Thore Ehrling, Bing Crosby, Frank Sinatra, The Ink Spots, Les Paul und Mary Ford, Mario Lanza, Mel Tormé, Benny Goodman, Hadda Brooks, Rose Murphy, Harry James, Woody Herman, Kay Starr, Tex Beneke, Svend Asmussen, Lou Donaldson, Arne Domnerus, Sonny Stitt, Skip Martin, Pete Rugolo, Jimmy Cleveland, Chico Hamilton, Barney Wilen, Hank Mobley, Blue Mitchell, George Chisholm, Erroll Garner und Roland Hanna. Der Diskograf Tom Lord listet im Bereich des Jazz insgesamt 134 (Stand 2015) Coverversionen.

### Film
Der Song fand auch Verwendung in mehreren Filmen; Mary Lawlor und Stanley Smith sangen ihn in der ersten Filmfassung von Good News (1930, Regie Nick Grindé). In der zweiten Fassung von 1947 (Regie Charles Walters) interpretierte ihn June Allyson, Peter Lawford und Mel Tormé.
In der Filmbiografie über Henderson, DeSylva und Brown (1956) mit dem Titel The Best Things in Life Are Free (1957; deutsch: Fanfaren der Freude) unter der Regie von Michael Curtiz wurde er in der Ouvertüre von einem Quartett aus Gordon MacRae, Ernest Borgnine, Sheree North und Dan Dailey vorgetragen, im Finale noch einmal von Sheree North.